# Racomitrium vulcanicum
Racomitrium vulcanicum är en bladmossart som beskrevs av Paul Pablo Günther Lorentz 1864. Racomitrium vulcanicum ingår i släktet raggmossor, och familjen Grimmiaceae. Inga underarter finns listade i Catalogue of Life.